# Trang Bảo Xá
Trang Bảo Xá là một xã thuộc huyện Quỳnh Phụ, tỉnh Thái Bình, Việt Nam.

## Địa lý
Xã Trang Bảo Xá có diện tích 12,46 km², dân số năm 2022 là 16.919 người, mật độ dân số đạt 1.357 người/km².

## Lịch sử
Ngày 28 tháng 9 năm 2024, Ủy ban Thường vụ Quốc hội ban hành Nghị quyết số 1201/NQ-UBTVQH15 về việc sắp xếp đơn vị hành chính cấp xã của tỉnh Thái Bình giai đoạn 2023 – 2025 (nghị quyết có hiệu lực từ ngày 1 tháng 11 năm 2024). Theo đó, thành lập xã Trang Bảo Xá trên cơ sở toàn bộ 3,65 km² diện tích tự nhiên, quy mô dân số là 4.367 người của xã Quỳnh Bảo; toàn bộ 5,15 km² diện tích tự nhiên, quy mô dân số là 7.472 người của xã Quỳnh Trang và toàn bộ 3,66 km² diện tích tự nhiên, quy mô dân số là 5.080 người của xã Quỳnh Xá.
Xã Trang Bảo Xá có 12,46 km² diện tích tự nhiên và quy mô dân số là 16.919 người.